# Киевские катакомбы
Ки́евские катако́мбы — сеть подземных сооружений под Киевом. Археологам известно более 300 киевских катакомб.
Первые подземные проходы на территории Киева возникли еще задолго до крещения Киевской Руси и даже первых летописных упоминаний о Киеве. В таких частях катакомб археологи находили останки людей и каменные сооружения наподобие плит, предположительно алтари язычников. После крещения Руси подземные проходы постепенно стали использоваться христианами для расположения церквей, монастырей и кладбищ.
По версии археологов, катакомбы основывались первоначально с неизвестными целями, а расширялись и достраивались предположительно в XI—XII веках уже как место для обитания и захоронения монахов. Назначение первых катакомб до сих пор неизвестно, следов постоянного проживания в них людей не сохранилось, а как каменоломни они явно не использовались. По одной из версий, это могло быть самое раннее поселение на территории нынешнего Киева, которое по возрасту может быть ровесником Римских катакомб.
Катакомбы имеют множество коридоров, которые расположены на разных уровнях глубины и были прорыты в разное время. В процессе их создания старые проходы соединялись с более новыми. Проходы имеют разные размеры и переплетены в единую сеть с Звериницкими катакомбами и катакомбами Киево-Печерской Лавры, которые были прорыты гораздо позже, в 1057 году, Святым Антонием и сейчас называются Ближние пещеры. В единую сеть с катакомбами входят также и Дальние пещеры, которые изначально были отдельным изолированным комплексом. Структура Киевских катакомб очень ветвиста, местами завалена и поэтому представляет особый интерес для учёных. Учитывая глубину ярусов, археологи могут предполагать, что они проходят под Днепром и его бывшими руслами. В наши дни хорошо изучена только незначительная часть монастырских катакомб христианской эпохи, в которые водят экскурсии. Наличие единого подземного комплекса открылось только в 1990-х, хотя гипотезы о его существовании выдвигались с 1988 года, когда под землёй была найдена ранее неизвестная келья преподобного Феодосия, сохранившееся в идеальном состоянии. Самая старая часть подземных ходов Киева так и остается плохо изученной.